# 腺梗毛茎翠雀花
腺梗毛茎翠雀花（學名：Delphinium hirticaule var. mollipes）为毛茛科翠雀属毛茎翠雀花的一个变种。

## 扩展阅读
- 維基物種上的相關：腺梗毛茎翠雀花